# St. Pete/Winston-Salem Parrots
Die St. Pete/Winston-Salem Parrots waren eine US-amerikanische Eishockeymannschaft aus Winston-Salem, North Carolina (bis zur Umsiedlung im November 2002 aus Saint Petersburg, Florida). Das Team spielte in der Saison 2002/03 in der Atlantic Coast Hockey League. 

## Geschichte
Die Mannschaft wurde 2002 als Franchise der erstmals ausgetragenen Atlantic Coast Hockey League gegründet. Zunächst trug das Team seine Heimspiele in Saint Petersburg, Florida, aus, es wurde jedoch bereits im November 2002 nach Winston-Salem in North Carolina umgesiedelt. In ihrer einzigen Spielzeit belegten die Parrots den vierten Platz der ACHL nach der regulären Saison. In den folgenden Playoffs scheiterten sie in der ersten Runde durch einen Sweep in der Best-of-Five-Serie an den Knoxville Ice Bears. Als die Liga schon nach einem Jahr wieder aufgelöst wurde, stellten auch die Parrots den Spielbetrieb ein. 
Die Lücke, die die Parrots in Winston-Salem hinterließen, wurde 2003 von den Winston-Salem T-birds aus der South East Hockey League gefüllt.

## Saisonstatistik
Abkürzungen: GP = Spiele, W = Siege, L = Niederlagen, T = Unentschieden, OTL = Niederlagen nach Overtime SOL = Niederlagen nach Shootout, Pts = Punkte, GF = Erzielte Tore, GA = Gegentore, PIM = Strafminuten
| Saison  | GP | W  | L  | T | OTL | SOL | Pts | GF  | GA  | Platz    | Playoffs                       |
| 2002/03 | 57 | 28 | 23 | — | —   | 6   | 53  | 171 | 174 | 4., ACHL | Niederlage in der ersten Runde |

## Team-Rekorde

### Karriererekorde
Spiele: 57  Andrew Dickson,  John Gurskis
Tore: 22  Matt Holmes
Assists: 40  John Gurskis
Punkte: 53  John Gurskis
Strafminuten: 187  Ken Fels